# يحيى الأوراسي
شيخ الأوراس الثائر سيدي يحيى بن سليمان الأوراسي المعروف في زمنه بإسم يحيى الأوراسي، مفتي قسنطينة و دار سلطنتها الجزائر وفقيهها. نصب يحيى الأوراسي للتدريس و الإفتاء في قسنطينة و ربطته صداقة متينة مع أهم أعيانها مثل عبد الكريم الفكون الجد الذي كانت عائلته تحوز على الرئاسة الروحية في قسنطينة عند سقوط الدولة الحفصية. عُرف عن الأوراسي هدوءه و إنتماءه إلى التصوف، كما كان له تقاييد في العديد من  المسائل الفقهية و النحوية و البيانية و غيرها. صلة يحيى الأوراسي المتينة مع عائلة الفكون العريقة مكنته من أن يكون أستاذًا لشيخ الإسلام عبد الكريم الفكون الحفيد الذي يعتبر المصدر الرئيسي لنقل أخبار ثورة الاوراسي ضد الحكومة العثمانية وإعتصامه بجبال الأوراس. إستمرت ثورة يحيى الاوراسي لعدة سنوات و هددت النظام العثماني في قسنطينة إلى ان قتل غدراً و إستلم المشعل بعد إغتياله أخوه أحمد الأوراسي ثم إبن أخيه عبّاس إبن أحمد الأوراسي لاحقا.

## حياته
ولد يحيى في إقليم الأوراس بدون تحديد في النصف الثاني من القرن السادس عشر و كان قد تلقى علومه على يد ثلة من نخبة علماء الجزائر و أخذ الطريقة الزروقية عن شيخه طاهر بن زيان الزواوي عن أحمد زروق عن عبد الرحمن الثعالبي، و دأب يحيى الأوراسي على إلباس الخرقة الصوفية الزروقية - الشاذلية لعدد من التلاميذ اللامعين منهم عبد الكريم الفكون الحفيد نفسه.
ترأس الأوراسي في كثير من الأوقات حلقات الدروس في قسنطينة و كان التلاميذ يأتون إلى تلك المساجد من نواحي عديدة خاصة من زواوة وغرب الجزائر والأوراس  سعي العثمانيين للتقرب من المرابطين منذ وصولهم بهدف تأليبهم على الحكام المتعاونين مع الصليبيين إستمر لزمن يحيى الأوراسي و سمعة الأخير بين العامة و عطفه على المتوسلين
قربته من دار الإمارة في الجزائر أكثر و أعلت مكانته كما كتب تلميذه عبد الكريم الفكون الحفيد: " تصدى للإفتاء بقسنطينة و دار سلطنتها بالجزائر و كان مخالطا لدار الإمارة يعتقدون فيه الصلاح و لا يقطعون دونه أمرًا في كل مهماتهم و حتى أن متلصصة الأعراب لا يامنون إلا بوجوده" 

## ثورته
تزامنت ثورة الأوراسي مع قلاقل كثيرة و عدم إستقرار و حالة الخوف في إقليم قسنطينة و رغم أن شيخ الإسلام عبد الكريم الفكون الحفيد كان معارضا للحركات الثورية التي أشعلها امازيغ بلزمة في نقاوس أو عرب الذواودة في قسنطينة او حتى امازيغ الحنانشة في سوق اهراس الحالية، فإن الفكون قد نظر بعين العطف إلى ثورة شيخه يحيى الأوراسي ضد هؤلاء الحكام  و كثيرا ما ذكر تبادل الرشوة بين الحكام وسوء السلوك والاعتداء. لكن لم يبين الفكون السبب المباشر لهذه الثورة بل إكتفى بالقول " حسده أهل زمانه و اكثروا الوشي به إلى الأمراء و تقولوا عليه خلع البيعة و الإستقلال بالرياسة"
بإعتبار أن الفكون قد إعتبر عنصر الترك كعنصر دخيل و عالة على مجتمع قسنطينة  بجانب أن الأوراسي كان شيخه الذي تلقى على يديه العلم فمن الطبيعي أنه إنحاز إلى صفه فيشير الفكون في كتاباته إلى الترك بعبارات مثل العسكر الظلمة (جمع ظالم) و يصف قضاتهم بقضاة العجم. كما كرر النكير على تواطىء السلطة مع من يسميهم أهل نوادي الفساد والخنا والخمور والدخان ونحوها في المدينة. وهو يقول عن تبادل المصالح بين بعض الأدعياء والحكام واستعمال سلاح الفرقة والتحالف والشرذمة.
أمام ما جرى و إنقلاب مآل يحيى الاوراسي و القول عليه بخلع البيعة فرّ من قسنطينة إلى أوراس، واجتمع عليه الناس و من بين هؤلاء كان عربان أولاد عيسى و قرفة و غيرهم من الممتنعين الذين إنضووا تحت لواء اخيه أحمد الأوراسي، ووقعت بينهم وبين عساكر ايالة الجزائر حروب كثيرة، وبقي كذلك إلى أن قُتل غدرا.

## وفاته
أمام عجز عسكر الجزائر عن الإطاحة بالأوراسي لالتفاف الأعراش حوله لجؤوا إلى حياكة مكيدة له و قتله و ذلك بعدما دعته بعض الفرق و بيتته رغم تحذيرات الناس له و يقال أنه علم مكرهم، فبيتوه بعدما أقسموا عليه بجاه سيدنا محمد و غدروه فكان من أمره ما قدر الله، و نعاه تلاميذه كشهيد و ذلك في القرن السابع عشر حيث يقول الفكون أن ثورة عباس إبن أحمد الأوراسي مستمرة إلى غاية تدوينه لكتابه "منشور الهداية في كشف حال من إدعى العلم و الولاية" سنة 1659.

## إرثه بعد وفاته
يقول الطالب محمد النقاوسي و هو سمسار كتب في قسنطينة أنه اطلع على كتب قبل قيام ثورة سيدي يحيى ذُكر فيها القائمون من لدن من مضى إلى غابر الدهر مرفوعا إلى النبي محمد و ذُكر فيها سيدي يحيى بن سليمان الأوراسي قال "رأيته يقومُ باوراس و يمكث كذا و كذا و يموت شهيدا فوافق الخبر الواقع و هذه بشارة عظيمة بموته شهيدا و كفا بها شرفًا"